# Meroscelisus servillei
Meroscelisus servillei là một loài bọ cánh cứng trong họ Cerambycidae.